# ФК Барселона
Фудбалски клуб Барселона (кат. Futbol Club Barcelona), познат и као Барселона и колоквијално као Барса (кат. Barça), професионални је фудбалски клуб из Барселоне у Каталонији у Краљевини Шпанији.
Клуб је 1899. године основала група швајцарских, енглеских и каталонских фудбалера предвођених Жоаном Гампером, а постао је симбол каталонске културе и каталонства, из чега је изведен мото „Више од клуба” (кат. Més que un club). За разлику од многих других фудбалских клубова, навијачи посједују и управљају Барселоном. То је четврти највриједнији спортски тим на свијету, вриједан 4,7 милијарди долара, и према податку из 2021, најбогатији фудбалски клуб на свијету по приходима, са годишњим прометом од преко 715 милиона евра. Званична химна Барселоне је „Пјесма Барселоне”, коју су написали Жауме Пикас и Жузеб Марија Еспинас.
ФК Барселона своје утакмице игра на стадиону Камп Ноу који има 99.354 мјеста и грађен је од 1954. до 1957. године. Градња стадиона завршена је 24. септембра 1957. године. Клуб се тренутно такмичи у Ла Лиги. Један је од само три клуба који од оснивања лиге никада нису испадали у нижи ранг. Рангиран је као четврти у листи ФИФА најбољих клубова 20. вијека.
Барселона је у својој досадашњој историји 28 пута била првак Шпаније, 32 пута је освајала шпански куп краља, 15 пута је била побједник суперкупа Шпаније (уз још 4 трофеја које је освајала у такмичењима која су претходила националном суперкупу), а 2 пута је била побједник и угашеног лига купа Шпаније. Захваљујући великим успјесима у посљедњих двадесетак година Барселона је постала други најуспјешнији тим на свијету свих времена по броју међународних титула (20) одмах иза рекордера Реал Мадрида који има 32 међународна трофеја. Од тих 20 до сада освојених интернационалних трофеја Барселона је 5 пута освајала Лигу шампиона, 4 пута Куп побједника купова, 3 пута Куп сајамских градова, 5 пута Суперкуп Европе и 3 пута Свјетско клупско првенство. Уз то клуб из престонице Каталоније 2 пута је освојио и некада веома цијењено такмичење Латински куп.

## Историја

### Жоан Гампер: Оснивање клуба и почеци (1899—1930)
Крајем деветнаестог вијека, фудбал се ширио из Енглеске у остале дијелове Европе. Године 1899, двадесетједногодишњи Жоан Гампер из Швајцарске, посјећује стрица у Барселони. Убрзо му се свидио шпански град и љубав према фудбалу навела га је на идеју да оснује фудбалски клуб. У октобру је дао оглас који је пренио локални часопис. На позив се одазвало једанаест добровољаца (од којих су пет били странци из Енглеске, Швајцарске и Њемачке) и коначно, 29. новембра 1899. настао је Фудбалски клуб Барселона какав постоји данас. Клуб се по оснивању састојао углавном од швајцарских, енглеских и локалних играча.

Прва утакмица новонасталог тима одиграна је 8. децембра 1899. године. Противник је био клуб енглеских досељеника, а утакмица се завршила поразом Барселоне од 0:1. Први гол икад постигнут за Барселону, заслуга је управо њеног оснивача. Гампер је први гол дао 24. децембра 1899. Први клупски трофеј освојен је у сезони 1901/02. ФК Барселона је тада била побједник Макаја купа у ком су се такмичили каталонски клубови.
Између 1901. и 1903, Гампер је за Барселону постигао више од 120 голова у 54 утакмице. Гампер је имао улогу играча до 1903. Клуб ступа у проблеме 1908. године, када је био близу гашења. Тада Гампер по први пут постаје предсједник клуба. Заслужан је и за куповину првог званичног клупског терена у насељу Бонанова, 1909. године (Камп де ла Индустрија). Стадион је примао 1500 људи. Од 1909. до 1913. Барселона је освојила укупно седам титула у домаћим такмичењима. Популарност тима је временом расла и 1922. долази до промјене стадиона. Нови званични стадион постаје Камп де Лес Кортс капацитета 22000 (касније и до 60000). ФК Барселона је освојила и прво икад одржано Шпанско првенство у фудбалу у сезони 1928/29. Ова титула представља увод у нову и тешку деценију за шпански фудбал па тако и за Барселону.

### Барса кроз ратове (1930—1950)
Тридесетих година двадесетог вијека Шпанију је захватила озбиљна политичка нестабилност. Принципи и идеали ФК Барселоне су се још од оснивања темељили на истицању каталонског идентитета. Фудбал је пао у други план у односу на политичка дешавања у држави. Успостављање Републике Каталоније 1931, очекивано се умногоме односило и на локални фудбалски клуб. Почетак деценије за Барселону је обиљежила смрт њеног оснивача и бившег предсједника, Жоана Гампера, 1930. године. Многи чланови су напустили клуб.
Политичка ситуација у Шпанији се константно погоршавала, што ће за резултат имати настанак рата. Шпански грађански рат (1936 - 1939) оставио је снажне посљедице на клуб. Исход рата је донио важне промјене. Предсједник клуба Жозеп Суњол ухапшен је и убијен 1936. године у нападу Франкових војника.
У тешкој општој ситуацији усљед губитка предсједника, рјешење је нађено у привременом напуштању Шпаније. Клуб 1937. године путује у Америку. Зарад стицања додатне популарности, али и материјалних средстава, Барселона посјећује САД и Мексико. Ова одлука је била, испоставиће се, спасоносна, јер је зарада од путовања покрила дио дотадашњих дугова и обезбједила какву-такву сигурност у годинама фашистичког периода који је услиједио у Шпанији.
ФК Барселона је имала јак утицај на друштво. Каталонија се упорно одупирала Франковом систему. Зато су фашисти 1938. бомбардовали Барселону и просторије клуба. Настала је озбиљна штета и број чланова се знатно смањио. За вријеме владавине Франсиска Франка, било је забрањено истицање било каквих мотива везаних за Каталонију. Каталонска застава на грбу Барселоне замијењена је шпанском. Забрањена је и употреба каталонског језика, који се у Франковом режиму сматрао страним. Промјене су биле драстичне, тако да је дошло чак и до преименовања клуба, чији је назив требао да звучи више шпански. Играчи који су путовали у Америку били су кажњени двогодишњом суспензијом. Неки су тамо и остали.
Упркос тешкој ситуацији, клуб је у овом периоду ипак имао задивљујуће резултате. Овај период обиљежен је доласком битних играча. Педесетих година прошлог вијека, Барса је имала неколико веома успјешних сезона. Први пут након прве лигашке титуле из 1929, Блауграна слави у првенству у сезони 1944/45. Тадашњи тренер био је Жозеп Самитје. Услиједиле су првенствене титуле у сезонама 1947/48 и 1948/49 под вођством уругвајског тренера Енрикеа Фернандеза. Прву титулу у европском такмичењу Барселона је освојила 1949. Тада су побиједили на Латинском купу.
Поприлично опорављена од ратова у Шпанији, у одличном расположењу Барселона је прославила педесет година постојања. Клуб је искористио добру ситуацију да врати стари изглед грба са каталонским жутим и црвеним пругама и на тај начин је обновљен стари идентитет Барселоне.

### Кубалин ефекат и Камп Ноу: Més que un club (1950—1973)
1950. године члан клуба постаје Ласло Кубала. Са мађарским нападачем у тиму, Барса је стекла статус непобједивости. Као посебно успјешна истиче се сезона 1951/52 када је Барса освојила пет титула. Ово је једна од најуспјешнијих сезона у историји клуба.  Кубалино присуство се одразило и на популарност клуба која се значајно повећала. Кубала у Барселони и Алфредо ди Стефано у Реал Мадриду ће у предстојећим годинама водити борбе за превласт у шпанском и европском фудбалу. Кубала се памти и по чињеници да је поред Еулохија Мартинеза једини играч Барселоне који је на једној утакмици у Ла Лиги постигао седам голова.
За овај период се веже и једна од највећих контроверзи у историји шпанског фудбала, која се тиче управо Алфреда ди Стефана, једног од најбољих фудбалера свих времена. Крајем четрдесетих година двадесетог вијека, Ди Стефано се посебно истицао играјући тада за Ривер Плејт. Аргентинац је 1949. године прешао у колумбијски Мијонариос и то тако да Ривер није добио средства за трансфер. Ди Стефано је привукао пажњу Барселоне, која је склопила уговор са Ривер Плејтом о куповини играча. Ипак, проблем је настао када су се из Колумбије огласили челници клуба у којем је Ди Стефано званично играо. У Барселони нису успјели да ријеше насталу ситуацију, а све то је искористио тадашњи директор Реал Мадрида, Сантјаго Бернабеу, склопивши уговор с Колумбијцима. Шпански фудбалски савез реаговао је у септембру 1953. одлуком да Ди Стефано треба да игра за оба тима по једну сезону у наредне четири године, с почетком у Реал Мадриду. Тада су се фрустрирани директори Барселоне, уз новчану накнаду од Реал Мадрида, одрекли Алфреда ди Стефана који је зато постао нови фудбалер мадридског клуба.
Постоји теорија у којој се помиње и шпански диктатор из тог времена, Франсиско Франко. Према тој теорији, сам Франко је имао јак утицај на трансфер Аргентинца из Колумбије у Шпанију. Он је наводно дјеловао тако да онемогући Ди Стефанов прелазак из Мијонароиса у Барселону. Многи навијачи клуба и даље вјерују да је Реал довео Алфреда ди Стефана у своје редове уз велику подршку Франсиска Франка.
Добри резултати клуба праћени су изградњом новог стадиона која је почела 1955. Двије године касније, 24. септембра 1957, отворен је чувени Камп Ноу - нова Барсина кућа од тад па до данашњег дана. У почетку, стадион је примао 99053 гледалаца. Церемонија отварања стадиона била је садржајна, а Барса је прву утакмицу на новом стадиону тог дана одиграла против играча из Варшаве. Прва утакмица уједно је била и прва побједа на Камп Ноу и завршила се резултатом 4:2. Тадашњи предсједник Барселоне био је Франсеск Миро-Санс.
Тренер тима 1958. године постаје Еленио Ерера. Ерера је форсирао нападачки фудбал предвођен Шпанцем Луисом Суарезом. У наредне двије сезоне освојене су четири титуле. Суарез је зато постао први Барсин играч и први и до данашњег дана једини Шпанац који је освојио Златну лопту. Ипак, будућност није била сјајна. Ерера се није слагао са Барсиним јунаком, Ладиславом Кубалом. Након пораза у Купу европских шампиона од највећег ривала из Мадрида, Ерера је отпуштен 1960. године.
Прва деценија након изградње новог стадиона није била нарочито успјешна, али и поред тога, клуб је бивао све популарнији. Огромна новчана средства уложена у Камп Ноу значила су ограниченост у довођењу нових играча. Шездесетих година двадесетог вијека дошло је до значајног прилива становништва у Каталонију. Управо из тог разлога је растао и број Барсиних навијача јер је дух клуба био уско повезан са духом Каталоније. Барсине утакмице су се почеле гледати и на телевизији у баровима и ресторанима.
Ипак, лоши резултати су обиљежили овај период. У финалу Купа европских шампиона 1961, Барселона је поражена од португалске Бенфике у Берну са 3:2. Многи играчи који су у претходној деценији чинили базу тима и били заслужни за највеће успјехе у дотадашњој историји, напустили су клуб. То је учинио и Ладислав Кубала, крајем поменуте сезоне. Био је то крај златне генерације која је, између осталог, упамћена по сезони са пет купова.
Нови предсједник клуба 1968. године постао је Нарсис де Карерас. Он је заслужан за настанак чувене фразе која данас служи као званични клупски мото: "Més que un club" - у преводу - "Барселона је више од клуба". Барсин идентитет је тако надмашио границе спорта. Барса је 1968. у финалу Купа краља савладала Реал Мадрид на Сантјаго Бернабеу и на тај начин освојила прву титулу у домаћим такмичењима након пет година.

### Јохан Кројф, Хосе Луис Нуњес и Барса у духу Каталоније (1973—1988)
Почетком седамдесетих година у клубу се осјетила потреба за нечим већим. Тражили су се бољи резултати. У Барси су осјетили да „драгуљ Каталоније” заслужује више. Да би се то постигло, било је неопходно довести посебно појачање из Европе. Године након изградње великог стадиона су онемогућиле куповину европских фудбалских звијезда, али је и томе дошао крај.
Оно што је тражено, пронађено је у Холандији. Талентовани нападач Јохан Кројф је у августу 1973. године прешао из Ајакса у Барселону за, тада рекордних, два милиона долара. Тада већ формиран фудбалер, Кројф је стигао у Барсу као освајач Златне лопте из 1971. У том моменту, сматран је за најбољег играча на свијету. Холанђанин не само да је постао вођа тима, него је у игру унио интелигенцију и стил какви дотад нису виђени. У тренутку његовог доласка, Барса је, упркос слави, држала тек четврто мјесто од дна на табели. Исте године су освојили титулу. Један од најважнијих догађаја у поменутој сезони је свакако и убједљива побједа у Ел Класику над Реал Мадридом и то у гостима (5:0). Барса је тако освојила прву титулу у првенству након четрнаест година, а Јохан Кројф је посљедично проглашен за европског фудбалера године. Била је то његова друга Златна лопта. У међувремену је добио и сина којем је дао каталонско име Јорди и тако осигурао свој статус Барсиног хероја. Тако је Барса у добром расположењу 1974. прославила 75 година постојања. Тада је захваљујући залагању познатих локалних умјетника настала и чувена Барсина химна. У то вријеме је Барселона сматрана највећим европским фудбалским клубом са 70000 чланова. Камп Ноу је био попуњен до посљедњег мјеста на свакој утакмици. На стадиону се још годину раније могао чути каталонски језик. Коначно, завршила се и Франкова диктатура и клуб је несметано вратио старо име и изглед грба 1974. Званични језик је поново постао каталонски годину дана касније.
Након Франкове смрти, очекивала се нова политичка нестабилност у држави. На Ел Класику 28. децембра 1975, навијачи Барселоне су тајно унијели велики број сењера на Камп Ноу. Каталонске заставице су се тад први пут појавиле на Барсином стадиону, а још већи значај овом догађају додаје чињеница да је утакмица била покривена телевизијским преносом. Комплетна побједа Каталоније те вечери заокружена је голом у посљедњој минути за Барсин тријумф.

Нови предсједник Барселоне 1978. године постаје Хосе Луис Нуњес. Он је први предсједник којег је Барса добила након избора. Његов примарни циљ био је да финансијску ситуацију клуба стави под контролу. Планирао је да учини Барселону највећом фудбалском институцијом на свијету. Први велики корак ка томе десио се 1979. године, када Ла Масија почиње да служи као подлога за развој младих фудбалера. Простор који је некад био намијењен управи клуба, тад је претворен у фудбалску академију која ће у деценијама које слиједе изњедрити највећа имена из свијета фудбала. Прва велика титула са Нуњесом на челу освојена је у мају 1979, када је Барса по први пут у својој историји славила у Купу европских шампиона. У финалу су побиједили Фортуну из Диселдорфа резултатом 4:3 и тако се Барса званично попела на свјетски врх. Барселону је тада у Базелу подржало око тридесет хиљада навијача из Каталоније.
У јуну 1982. године, нови играч Барселоне постаје чувени Аргентинац Дијего Марадона. Већ тад најбољи фудбалер свијета, Марадона је стигао у Барсу из Бока Јуниорса за рекордних пет милиона фунти. Предлог за довођење Аргентинца у тим поставио је Никола Касаус, потпредсједник Барселоне. Жељу да га види у Барселони, Касаус је стекао још четири године раније, када је као клупски представник путовао у Аргентину. Нажалост, Каталонија није имала прилику да спозна прави Марадонин квалитет. Здравствени проблеми и повреде ограничили су његов утицај и већ двије године по доласку, напустио је Шпанију. Свакако, Марадона није био једино велико појачање осамдесетих година. Бернд Шустер, Енрике Кастро Кини, Гери Линекер, Хулио Алберто и Урути су стигли у тим.
Барселона је нову велику европску титулу освојила у сезони 1981/82 тријумфом у Купу побједника купова. У финалу су славили над Стандардом из Лијежа и то на Камп Ноу стадиону са 2:1. Исте године им је измакла титула у Шпанском првенству, а још раније су били елиминисани и у Купу краља. Барселона једанаест година није освојила титулу у Ла Лиги. То се коначно промијенило у сезони 1984/85, када је тренер тима био Енглез Тери Венејблс. Ипак, већ наредне године, стигло је разочарање у виду пораза у финалу Купа европских шампиона. Барса је 17. маја 1986. у Севиљи послије извођења пенала изгубила од Стеауе. Овај неуспјех није ублажило ни освајање Лига купа исте године.

### Поново Кројф: тотални фудбал и "Тим из снова" (1988—2000)
Након неуспјешне сезоне, нови тренер 1988. постаје легендарни бивши играч Јохан Кројф. Барселона се тад налазила у незавидној позицији. Реал Мадрид је везао пет узастопних титула у Шпанском првенству. По доласку на тренерску клупу, Холанђанин је већ имао искуства у вођењу, с обзиром да је успјешно тренирао Ајакс у претходне три године. Његовим доласком на чело тима почела је веома продуктивна ера клуба. Основна филозофија за коју се залагао Јохан Кројф заснивала се на идеји чувеног холандског фудбалског тренера Ринуса Михелса. У питању је појам тоталног фудбала (хол. Total Voetball). Тактика се темељила на могућности свих играча да покривају све позиције на терену. Комбинацијом тоталног фудбала и једноставне, брзе игре на један додир, Кројф је осмислио фудбалски стил који ће Барселону учинити непобједивом.

Нова европска титула стигла је у клупске витрине већ 1989. године, када је Блауграна славила у финалу Купа побједника купова против Сампдорије у Берну са 2:0. Између 1990. и 1994, освојене су четири узастопне титуле првака Шпаније. Ипак, најзначајнији резултат за вријеме Кројфовог вођења тима била је прва титула Купа европских шампиона (данас Лиге шампиона) 1992. године, шест година након болног пораза у Севиљи. На Вемблију, у Лондону, 20. маја 1992, Барселона је била боља, поново од Сампдорије и побиједила након продужетака са 1:0. Побједоносни гол у 111. минуту постигао је Роналд Куман из слободног ударца. По повратку у град, милион одушевљених навијача је дочекало играче Барселоне, нове европске шампионе. Тим који је харао Европом био је познат по имену "Тим из снова". Чинили су га, између осталих: Андони Зубизарета, Пеп Гвардиола, Михаел Лаудруп, Еусебио, Христо Стоичков и већ поменути Куман. Касније се тиму прикључио и Бразилац Ромарио, који је имао значајну улогу у освајању четврте узастопне титуле у сезони 1993/94, укључујући и убједљиву побједу над Реал Мадридом од 5:0.
Ромарио је сезону завршио као најбољи стријелац шпанског првенства, постигавши тридесет голова.
Почетак краја Кројфовог чувеног тима назирао се већ 1994, када су у финалу Лиге шампиона убједљиво поражени од Милана у Атини са 4:0. Стријелац трећег гола за Милан био је Дејан Савићевић. Први корак ка распаду тима извео је Михаел Лаудруп. Данац није био задовољан минутажом коју добија на терену. Зато је 1994. прешао у редове највећег ривала, Реала.
Наредне двије сезоне нису испраћене очекиваним резултатима. Тако се завршила Кројфова ера 1996. Траг који је Јохан Кројф оставио у играма Барселоне оставиће утицај на долазеће деценије. Он је обликовао Барселону на начин који дотад није виђен у фудбалу. Барса је тако постала посебна у свијету фудбала..

Кројфа је у Барси наслиједио Боби Робсон. Задржао се у тиму само једну сезону, која ће се памтити по доласку чувеног бразилског фудбалера Роналда. У финалу Купа побједника купова 14. маја 1997. дао је гол за побједу над Париз сен Жерменом. Постигао је 47 голова у сезони и био проглашен за фудбалера године. Имао је двадесет година. По завршетку сезоне прешао је у Интер Милано.
Иако се кратко задржао на клупи, Робсон је освојио и Куп краља и Суперкуп Шпаније. Упркос задовољавајућим резултатима, крајем сезоне на његово мјесто долази Луј ван Гал.
У својој првој сезони у Барси, 1997/98, ван Гал је освојио три титуле: Ла Лигу, Суперкуп Европе и Куп краља. Први пут након 39 година, у клупске витрине је стигла дупла круна. Титулу првака Шпаније освојио је и у својој другој сезони на клупи. У наредној сезони није освојена ниједна титула, а Луј Ван Гал је смијењен.
Стогодишњица постојања клуба прослављена је 1999. године, а дотадашњи предсједник Луис Хосе Нуњес поднио је оставку у јулу 2000, након двадесетдвогодишње улоге на челу клуба.

### Златно доба: Роналдињо, Гвардиола и ера Лионела Месија (2000—2021)
Нови вијек је за Барселону почео губитком дугогодишњег предсједника. Дотадашњи потпредсједник, Жоан Гаспар, преузео је вишу улогу. Упркос солидним промјенама на нивоу менаџмента које је извршио, за вријеме Гаспаровог вођења Барселона није освојила ниједну титулу и 2003. године он подноси оставку. 
Нови миленијум донио је и промјене у играчком кадру. Навијачима Барселоне најтеже је пао одлазак Луиса Фига у Реал Мадрид. Португалац је дотад био вођа тима.
Нови предсједник 2003. постаје Жоан Лапорта.  У периоду од фебруара до јуна функцију главног тренера Барселоне обављао је српски стручњак Радомир Антић.
У сезони 2004/05 за Барселону званично дебитује млади Лионел Меси. Замијенио је Дека 16. октобра 2004. године у дербију са Еспањолом. Тада је имао седамнаест година и три мјесеца и постао је најмлађи фудбалер који је носио Барсин дрес.
Лапорта је 2005. на мјесто тренера довео још једног Холанђанина, Франка Рајкарда. Рајкард је одлучио да гради тим комбинацијом скупог појачања и домаћих изданака Барсине школе. Странац за којег се одлучио био је Роналдињо. Бразилац је у Барселону стигао након три сезоне проведене у Париз сен Жермену. Његов долазак био је права сензација која је клубу била потребна с обзиром на лоше резултате претходних година.
Први пут након пет година, Барселона је освојила Ла Лигу. Сљедеће сезоне, 2005/06, тим је одбранио титулу. Роналдињу су у одбрани титуле помогли између осталих Силвињо, Жили, Деко, Ето, али и тада млади Барсини играчи који су обећавали: Шави, Андрес Инијеста, Виктор Валдез и Карлес Пујол. Поменута сезона је крунисана освајањем Лиге шампиона 17. маја 2006. побједом над Арсеналом у Паризу са 2:1. Стријелци за Барселону били су Ето и Белети. Ова сезона ће се памтити и по чувеном Ел Класику, одиграном 19. новембра 2005. када су навијачи на Сантјаго Бернабеу устали и аплаудирали Роналдињу због приказане игре. Барса је славила са 0:3, а Роналдињо је био двоструки стријелац.
Након освојене титуле у Лиги шампиона, у тиму долази до несугласица па Франк Рајкард напушта клуб 2008. На његово мјесто постављен је дотадашњи тренер Барселоне Б, Пеп Гвардиола.
Већ тад легенда клуба, Гвардиола је био спреман да оствари успјех на клупи Барселоне. С обзиром да је и сам био производ Ла Масије, био је свјестан њеног значаја и посебно се ослањао на квалитете Барсине академије. Његов план је био да у игру Барсе имплементира стил какав се користио док је он био играч. Централна филозофија тог стила била је позната тики-така, брза игра са великим бројем додавања и сталном контролом над лоптом.

Роналдињо напушта Барселону 2008. године. Гвардиола је тим градио око нове звијезде, младог Лионела Месија из Аргентине. Комбинујући његов таленат са квалитетом Шавија и Инијесте, Пеп Гвардиола је створио доминантну Барселону. У својој првој сезони, Гвардиола је тријумфовао у сва три такмичења у којима је његов тим наступио. Барселона је доминирала у Шпанији освојивши Ла Лигу и Куп краља. Још већи успјех десио се 27. маја 2009, када је Блауграна била боља од браниоца титуле Лиге шампиона, Манчестер јунајтеда. У финалу које се играло у Риму побиједили су са 2:0. Стријелци голова били су Самјуел Ето и Лео Меси.
Календарска година 2009. се памти  по томе што је каталонски  клуб у њој освојио чак шест титула. Барса у августу осваја двије титуле - Шпански Суперкуп 23. августа и  Суперкуп Европе 28. августа.
Предсједник клуба Жоан Лапорта одлази 2010, а на његово мјесто долази Сандро Росел. Росел је у управи клуба био још од 2003. и један је од најзаслужнијих за довођење Роналдиња у Барселону. Барса је и онда наставила своју доминацију, што се посебно видјело на додјели Златне лопте, за коју су те године били номиновани Шави, Андрес Инијеста и Лионел Меси. Сва тројица су прошли Барсину фудбалску академију. Први пут у историји се догодило да сва три кандидата потичу из исте фудбалске школе. Освајач Златне лопте те вечери био је Лео Меси.
Барселона је у наредној сезони освојила нову титулу Лиге шампиона, укупно четврту. 28. маја 2011. су у Лондону поново савладали Манчестер јунајтед, овог пута с 3:1. Стријелци су били Педро, Меси и Давид Виља. Крајем сезоне, Барселона је још једном доказала своју моћ, освојивши како Суперкуп Шпаније против Реал Мадрида, тако и Суперкуп Европе против Порта. У децембру 2011, Барселона се званично представила као најбољи клуб на свијету, славећи у Свјетском клупском првенству. У финалу су побиједили бразилски Сантос са 4:0. Два гола тад је дао Меси, а по један Шави и Фабрегас, који је раније стигао у Барсу из Арсенала. Посљедња Гвардиолина титула освојена је за Барселону у сезони 2011/12 и то у Купу краља. Тако је Пеп Гвардиола за четири године у Барселони, освојио четрнаест од могућих деветнаест титула и постао најуспјешнији тренер у историји клуба из Каталоније. Након пораза у полуфиналу Лиге шампиона 2012. године од Челсија, Гвардиола је напустио тренерску клупу, а на његово мјесто је дошао Тито Виланова, његов дугогодишњи помоћник.

Барселона није одустала од добрих резултата ни након Гвардиолиног одласка, првенствено захваљујући сјајним играма Леа Месија. Већ у сезони 2012/13, Барса је освојила Ла Лигу са импозантних сто бодова и само два пораза. Меси је у поменутој сезони био најбољи стријелац лиге са чак 46 голова.  Била је то једина Вилановина титула, с обзиром да је убрзо због болести напустио тренерску позицију. Преминуо је 25. априла 2014. године након дуге борбе с карциномом панкреаса. Тита Виланову је 2013. године наслиједио Ђерардо "Тата" Мартино. Задржао се на позицији тренера само једну сезону, освојивши трофеј Суперкупа Шпаније након двомеча против Атлетико Мадрида. Након Мартина, на клупу Барсе стигао је њен бивши играч, Луис Енрике. Љета 2013, Барселона купује бразилског Нејмара из Сантоса. Званична вриједност трансфера износила је 57 милиона евра, иако је касније утврђено да је реална цифра у ствари значајно већа.
Двије клупске легенде су се повукле на љето 2014. године. Карлес Пујол и Виктор Валдез. Капитен клуба, Пујол, одлучио је да се опрости од Блаугране након преко 590 утакмица у Барсином дресу. Пујол је годинама играо на највишем нивоу у одбрани и тако стекао статус идола. Остао је упамћен по пожртвованој и поштеној игри. Виктор Валдез је један од најуспјешнијих голмана који је бранио за Барселону. Примио је свега 441 гол у 535 утакмица. Посебно се истакао у финалу Лиге шампиона 2006. и полуфиналу 2009.
Већ у првој сезони  у клубу, Луис Енрике је освојио триплу круну. У сезони из снова, посебно се истакао нападачки трио - Меси, Суарез, Нејмар. Титула у Ла Лиги била је седма у претходних десет година. У финалу Купа краља, Барса је савладала Атлетик Билбао на Камп Ноу. Два гола дао је Меси, а један Нејмар. Барселона је освојила и титулу Лиге шампиона 6. јуна 2015. у Берлину, побједом над Јувентусом од 3:1, головима Ивана Ракитића, Луиса Суареза и Нејмара. Ово је била друга трипла круна у историји клуба, само шест година након прве.

Трио Меси, Суарез, Нејмар сматра се једним од најбољих напада свих времена. Постигли су укупно 122 гола у сезони. Меси и Нејмар су заједно с Кристијаном Роналдом подијелили титулу најбољег стријелца Лиге шампиона са по десет голова. Меси је крајем године освојио своју пету Златну лопту. Љета 2015, Барселона се опростила од још једне играчке легенде. Шави је напустио Барселону након седамнаест сезона играња за први тим и двадесет пет освојених титула. Постигао је 97 голова у 869 утакмица.
До нове промјене предсједника клуба долази 18. јула 2015. године. Хосеп Мариа Бартомеу је освојио највише гласова и постао нови предсједник. Сезона 2015/16 започета је освојеном титулом Суперкупа Европе и побједом над Севиљом од 5:4. Голове за Барсу су давали Рафиња, Суарез, Педро и двапут Меси. Барси је ово била укупно пета титула Суперкупа Европе у историји. Календарска 2015. година крунисана је освајањем титуле свјетског клупског првака и побједом над Ривер Плејтом од 3:0. Барса је ову титулу освојила трећи пут у својој историји. Барселона је освојила и шесту титулу првака Шпаније у посљедњих осам година. Нова титула освојена је 22. маја 2016. у Купу краља а поражена је поново била Севиља.
Луис Енрике је 10. фебруара 2016. успио да обори рекорд од 28 утакмица без пораза у свим такмичењима који је поставио Пеп Гвардиола. Барса је тад ремизирала са Валенсијом у полуфиналу Купа краља.
Једна од најзначајнијих утакмица у историји клуба одиграна је 8. марта 2017. против Париз сен Жермена у утакмици шеснаестине финала Лиге шампиона. Након прве утакмице двомеча и побједе ПСЖ од 4:0, Барселони је требала убједљива побједа за пролаз даље. Друга утакмица завршена је побједом Барселоне од 6:1. Побједоносни гол постигао је Сержи Роберто у надокнади времена, а навијачи су на Камп Ноу свједочили вјероватно највећем преокрету у историји Лиге шампиона. Већ у наредној рунди такмичења, Барселону је елиминисао Јувентус. Сезона 2016/17 ипак није прошла без успјеха. Енрикеов тим је освојио Суперкуп Шпаније и Куп краља, његову посљедњу титулу за Барсу.
Енрикеа је на тренерској клупи у мају 2017. замијенио бивши играч Барселоне, Ернесто Валверде, који је претходно привукао пажњу водећи екипу Атлетик Билбаа. У августу исте године, Барселона остаје без Нејмара који одлази у ПСЖ за тада рекордних 222 милиона евра. Валверде је у својој првој сезони на клупи освојио дуплу круну. Ипак, сезону 2017/18 обиљежио је тежак пораз од Роме у четвртфиналу Лиге шампиона. Барселона је имала велику предност након прве утакмице двомеча и побједе на Камп Ноу (4:1), али су је испустили у реваншу и дозволили Роми да се врати (3:0) и побиједи након бољег извођења пенала.
Сличан сценарио је виђен и у сљедећој сезони. Валверде је предводио тим до титуле у Ла Лиги и шпанском Суперкупу, али поново без успјеха у Лиги шампиона. У мају 2019, Барселона је играла полуфинале против Ливерпула. Прва утакмица играла се на Камп Ноу и завршена је убједљивом побједом домаћина од 3:0. Баш као и годину дана раније, клуб из Каталоније пропустио је прилику да се пласира у наредну фазу такмичења. Ливерпул је тако на Енфилду надокнадио заостатак побједом од 4:0 и изборио се за финале, у којем ће нешто касније и освојити титулу.

Средином сезоне 2019/20, Валверде је отпуштен након пораза у полуфиналу Суперкупа Шпаније од Атлетико Мадрида.
 У том моменту, Барса је држала прву позицију на табели Ла Лиге испред Реал Мадрида. За новог тренера изабран је Кике Сетијен. Атмосфера у клубу није била сјајна. У управи је одлучено да ће играчима плате бити смањене за седамдесет одсто због пандемије коронавируса. У медијима су се појавиле информације да договор између играча и управе није постигнут. Касније је ипак потврђено да се тим хоће одрећи дијела примања. Барселона је 14. августа 2020. доживјела један од најтежих пораза у новијој историји. Баварски Бајерн је демолирао Барсу резултатом 8:2. Сетијен је отпуштен три дана касније. Барселона је, испустивши титулу у првенству и не освојивши ниједан трофеј, иза себе имала сасвим неуспјешну сезону. Нови тренер је 19. августа постао бивши прослављени играч и члан Кројфовог Дрим тима, Роналд Куман. Након дебакла у Лиги шампиона, Луис Суарез прелази у Атлетико Мадрид. Уругвајац је временом постао трећи најбољи стријелац у историји клуба. Разочаран односом који је према њему имао Куман, одлучио се за одлазак.  Тако је Меси остао једини члан тројца који је пунио мреже претходних година. Ситуација је бивала све гора, да би коначно крајем августа и сам Меси изјавио да жели да напусти клуб. У октобру 2020, предсједник Бартомеу подноси оставку. Тек у марту, након избора, нови предсједник Барселоне постао је Жоан Лапорта.
Свијет фудбала је у априлу 2021. погодила вијест о оснивању новог европског такмичења - Европске суперлиге. Такмичење је подржало дванаест тимова-оснивача, међу којима је била и Барселона. Ипак, након негативне критике јавности, свих шест клубова из Енглеске се повлачи из пројекта, а касније исто чине и ФК Милан и Атлетико Мадрид. Самим тим, одржавање Суперлиге није било могуће и план је пропао.

### Послије Месија: повратак Шавија и Барсeлона у Лиги Европе (2021—)
Након дугог преговарања и многих спекулација, ФК Барселона је 5. августа 2021. објавила да ће Лионел Меси напустити клуб. Очекивало се да Меси обнови уговор, али због финансијских и правних препрека у виду правила прописаних од стране Ла Лиге, то се није догодило. Аргентинац је цијелу дотадашњу каријеру провео у тиму из Каталоније. Рекордер је како по броју наступа, тако и по броју постигнутих голова за Барселону. Меси се 8. августа у сузама опростио од клуба. Прешао је у ПСЖ 11. августа.
| „                               | Дао сам све за овај клуб и одлазим срећан свиме што сам урадио за Барселону. Хтио сам другачије да се опростим, никада нисам мислио да ће мој посљедњи дан бити ван терена, без навијача. Волио бих да сам чуо посљедњи поздрав од њих. Толико су ми недостајали, хтио сам да су данас ближе... ... Урадили смо све што је могуће, али нисмо могли ништа да учинимо због Ла лиге. Много се причало о томе да нисам хтио да останем. Прошле године нисам желио да останем и рекао сам то, али ове године сам хтио да будем ту. | ” |
| — Лионел Меси, 8. августа 2021. | |   |

Роналд Куман је добио отказ након пораза од Рајо Ваљекана у октобру 2021. На његово мјесто постављен је Шави, легендарни бивши фудбалер. Почетком децембра, Барселона је изгубила од Бајерна 3:0 у склопу групне фазе Лиге шампиона. Овај пораз значио је да Барселона први пут још од 2000. остаје без нокаут фазе. Први пут након 21 године клуб је елиминисан из групне фазе Лиге шампиона, па су наставили сезону у Лиги Европе. У четвртфиналу такмичења, од Барселоне је након двомеча био бољи Ајнтрахт. Након неријешеног резултата у Франкфурту, Барселона је изгубила на Камп Ноу (2:3).  Прва сезона по одласку Лионела Месија затворена је без трофеја.  Барселона је остала друга на табели Ла Лиге,  а у Купу краља је завршила учешће у осмини финала поразом од Атлетик Билбаа.

## Грб, боје и дресови
Од оснивања 1899. до 1910. клуб је користио грб града Барселоне за свој званични грб. Грб је имао облик дијаманта подијељеног на четири једнака дијела са мотивима Каталоније. С једне стране налазио се палмин, а са друге ловоров лист. Изнад основе грба била је постављена златна круна, а изнад ње - црни шишмиш.
Грб какав постоји данас осмишљен је још 1910. године. До данас је дорађиван искључиво естетски. Састоји се из три основна дијела. У горњем лијевом углу грба налази се црвени крст на бијелој позадини. У питању је Крст св. Георгија, симбол свеца заштитника Каталоније. Горњи десни угао чине црвене и жуте пруге постављене вертикално. Боје симболизују Круну Арагона и налазе се и на каталонској застави. На доњој половини грба су пруге у бојама клуба - тамноцрвеној и плавој, са фудбалском лоптом у средини. Горњу и доњу половину грба дијели простор на којем су уписани иницијали клуба. Овај детаљ се мијењао кроз историју, с обзиром на измјену имена клуба за вријеме диктатуре Франсиска Франка. Назив по оснивању био је Fútbol Club Barcelona, а за вријеме Франкове власти, клуб се звао Club de Fútbol Barcelona. Промјена се заснивала на разлици између каталонског и шпанског језика. Зато се мијењао и грб, па је у зависности од историјског периода на њему писало FCB или CFB (C de FB). Осим тога, забрањена је и употреба заставе Каталоније, тако да је она на грбу Барселоне замијењена шпанском. Застава Каталоније је на грб враћена 1949, а старо име клуба тек 1974. Све наредне измјене су се односиле углавном на интензитет боја.
ФК Барселона од 13. децембра 1899. као главне боје користи тамноцрвену и плаву. Постоји више теорија о историји употребе ових боја. Према неким изворима, боје грба су заслуга њеног оснивача, Жоана Гампера. Гампер је прије доласка у Шпанију у Цириху основао ФК Екселзиор, а неко вријеме је играо и за ФК Базел. Оба клуба користила су тамноцрвену и плаву боју. Друга теорија се веже са енглеску породицу Вити. Браћа Вити су учествовала у оснивању клуба и били су присутни на састанку када су одабране главне клупске боје. Према закључцима њихових потомака, боје клуба се подударају са бојама средње школе у Крозбију коју су браћа похађала у прошлости. Ипак, званичне информације о поријеклу боја клуба не постоје, јер су тврдње чланова породица Гампер и Вити једини доступни извори и самим тим, не могу се узети за чињенице.
| од 1899. | од 1920-их | 2015/16 | 2019/20 | 2021/22 |

Званични произвођач дресова и опреме клуба је америчка компанија Најк још од 1998. Главне боје клуба се налазе на дресовима од оснивања до данас. Од двадесетих година прошлог вијека, осмишљен је дизајн дреса са вертикалним пругама и тамноцрвеној и плавој боји који се користи и данас. Изузетак су сезоне 2015/16. и 2019/20, када су у употреби били дресови са хоризонталним пругама, односно дресови са квадратастим шаблоном.

## Ривалства

### Ел Класико
Ел Класико (шп. El Clásico) је назив за највећи фудбалски дерби у Шпанији и један од најважнијих уопште, утакмицу између Барселоне и Реал Мадрида. Име дербија се у почетку односило само на лигашке сусрете ових клубова, а временом се тако почео звати сваки њихов меч. 
Историја Ел Класика траје колико и историја клубова који у њему учествују. ФК Реал Мадрид је основан 1902. године. Први меч између два клуба одигран је 13. маја исте године у склопу такмичења које је претходило Купу краља. Барселона је славила са 3:1 и тако побиједила на првом икад одиграном Ел Класику. Клубови су се први пут у Ла Лиги састали у фебруару 1929. Иако је титула на крају уводне сезоне Шпанског првенства припала Барселони, први лигашки Ел Класико је добио Реал Мадрид са 2:1.
Незавидан однос између двије стране није посљедица само спортског ривалства. Још од тридесетих година прошлог вијека траје супарништво Барселоне и Реал Мадрида. Барселона је тада означена као симбол Каталоније, а Реал Мадрид као симбол Шпаније. Из те подјеле ће се развити ривалство како на пољу спорта, тако и у политичком и друштвеном смислу. Односи између тимова били су нарочито затегнути током диктатуре Франсиска Франка, с обзиром на забрану истицања било каквих националних мотива који нису били шпански. Тада се сматрало да Реал Мадрид служи фашистичком режиму, а с друге стране, да у Барселони нема потребног патриотизма.
Током наредних деценија, анимозитет између два клуба је растао. Дербији су се почели преносити на телевизији, а окршаји играча на утакмицама су бивали све чешћи.
| „               | Ривалство помаже оба клуба. Барса не би била то што јесте без Реала и обрнуто. | ” |
| — Раул Гонзалес |                                                                                |   |

Према званичној статистици, Реал је у Ел Класику славио 99 пута, Барса 96, а 52 пута је било неријешено. Ипак, ако се у обзир узму и егзибиционе утакмице, Барселона има дванаест побједа више.
Ел Класико није изгубио на значају ни данас, када су Реал и Барселона међу најпопуларнијим и најбогатијим клубовима на свијету.

### Дерби Барселоне
Велики дерби града Барселоне играју ФК Барселона и Еспањол. 
Ривалство траје још од 1900. године, кад је Еспањол и основан. Још по оснивању клубова, уочавала се разлика, јер је Барселону основао швајцарски досељеник, а Еспањол су чинили искључиво Шпанци. Само име Еспањол одабрано је да би се клуб истицао по чистом шпанском поријеклу.
Барселона је далеко успјешнија у градском дербију. Еспањол је само четири пута заузео вишу позицију на табели, и то посљедњи пут 1942.
Према податку из фебруара 2022, Барселона није изгубила у Ла Лиги од Еспањола у 24 узастопне утакмице.

## Стадион
Главни клупски стадион је Камп Ноу.
Изградња стадиона је започета 28. марта 1954. године. План о конструкцији дефинисан је још четири године раније, али тек доласком Франсеска Миро-Санса на чело клуба, процес изградње је убрзан. Стадион је отворен 24. септембра 1957. утакмицом у којој су играли, домаћин ФК Барселона и један ол-стар тим из Варшаве. Сама изградња стадиона била је далеко скупља него што је то очекивано,  што ће довести до огромних дугова у годинама након свечаног отварања. Камп Ноу је просторно проширен 1982. године тако да је капацитет повећан на 122.000 гледалаца, због потреба одржавања Свјетског првенства. Тада је стадион служио за церемонију отварања и прву утакмицу такмичења. Касније је простор за стајање замијењен сједећим мјестима, тако да је капацитет поново сведен на око 90.000 мјеста. Стадион се очекивано нашао на УЕФА листи стадиона са пет звјездица 2007. године.

## Успјеси
| Тип      | Такмичење                 | Титуле | Сезоне |
| -------- | ------------------------- | ------ | --- |
| Домаћа   | Првенство Шпаније         | 28     | 1929, 1944/45, 1947/48, 1948/49, 1951/52, 1952/53, 1958/59, 1959/60, 1973/74, 1984/85, 1990/91, 1991/92, 1992/93, 1993/94, 1997/98, 1998/99, 2004/05, 2005/06, 2008/09, 2009/10, 2010/11, 2012/13, 2014/15, 2015/16, 2017/18, 2018/19, 2022/23, 2024/25.                                        |
| Домаћа   | Куп Краља                 | 32     | 1909/10, 1911/12, 1912/13, 1919/20, 1921/22, 1924/25, 1925/26, 1927/28, 1941/42, 1950/51, 1951/52, 1952/53, 1956/57, 1958/59, 1962/63, 1967/68, 1970/71, 1977/78, 1980/81, 1982/83, 1987/88, 1989/90, 1996/97, 1997/98, 2008/09, 2011/12, 2014/15, 2015/16, 2016/17, 2017/18, 2020/21, 2024/25. |
| Домаћа   | Суперкуп Шпаније          | 15     | 1983, 1991, 1992, 1994, 1996, 2005, 2006, 2009, 2010, 2011, 2013, 2016, 2018, 2022/23, 2024/25. |
| Домаћа   | Куп Ева Дуарте            | 3      | 1948, 1952, 1953. |
| Домаћа   | Лига куп Шпаније          | 2      | 1983, 1986. |
| Европска | УЕФА Лига шампиона        | 5      | 1991/92, 2005/06, 2008/09, 2010/11, 2014/15. |
| Европска | Куп победника купова      | 4      | 1978/79, 1981/82, 1988/89, 1996/97. |
| Европска | УЕФА суперкуп             | 5      | 1992, 1997, 2009, 2011, 2015. |
| Европска | Куп сајамских градова     | 3      | 1955/58, 1958/60, 1965/66. |
| Светска  | Светско клупско првенство | 3      | 2009, 2011, 2015. |
| Светска  | Међународни куп шампиона  | 1      | 2017. |

- Рекорд
- S Заједнички рекорд

## Тренутни састав
Ажурирано 1. септембар 2024.
| Бр. |         | Позиција | Играч                           |
| --- | ------- | -------- | ------------------------------- |
| 1   | Њемачка | Г        | Марк Андре тер Штеген (капитен) |
| 2   | Шпанија | О        | Пау Кубарси                     |
| 3   | Шпанија | О        | Алехандро Балде                 |
| 4   | Уругвај | О        | Роналд Араухо                   |
| 5   | Шпанија | О        | Ињиго Мартинез                  |
| 6   | Шпанија | С        | Гави                            |
| 7   | Шпанија | Н        | Феран Торес                     |
| 8   | Шпанија | С        | Педри                           |
| 9   | Пољска  | Н        | Роберт Левандовски              |
| 10  | Шпанија | Н        | Ансу Фати                       |
| 11  | Бразил  | Н        | Рафиња                          |

| Бр. |           | Позиција | Играч              |
| --- | --------- | -------- | ------------------ |
| 13  | Шпанија   | Г        | Ињаки Пења         |
| 14  | Шпанија   | С        | Пабло Торе         |
| 15  | Данска    | О        | Андреас Кристенсен |
| 16  | Шпанија   | С        | Фермин Лопез       |
| 17  | Шпанија   | С        | Марк Касадо        |
| 18  | Шпанија   | Н        | Пау Виктор         |
| 19  | Шпанија   | Н        | Ламин Јамал        |
| 20  | Шпанија   | О        | Дани Олмо          |
| 21  | Холандија | С        | Френки де Јонг     |
| 23  | Француска | О        | Жил Кунде          |
| 24  | Шпанија   | О        | Ерик Гарсија       |